# Trogon surucua
Trogon surrucura
Espèce
Statut de conservation UICN

 LC  : Préoccupation mineure
Le Trogon surucua (Trogon surrucura) est une espèce d'oiseau de la famille des Trogonidae.